# Kąp (Miłki)
Kąp ist ein kleiner Ort in der polnischen Woiwodschaft Ermland-Masuren, der zur Landgemeinde Miłki (Milken) im Powiat Giżycki (Kreis Lötzen) gehört.
Kąp liegt in der östlichen Mitte der Woiwodschaft Ermland-Masuren, sieben Kilometer südöstlich der Kreisstadt Giżycko (Lötzen).

## Geschichte
Ob und auf welchen deutschen Ort vor 1945 die Siedlung (osada) zurückgeht, ist nicht feststellbar. Es kann sich um eine Neugründung nach 1945 handeln. Nahebei, allerdings schon auf dem Gebiet der Gmina Giżycko (Landgemeinde Lötzen) liegt mit gleichem Namen eine weitere Siedlung Kąp (deutsch Kampen), jedoch ist außer dem Namen keine Beziehung beider Orte zu belegen.
Kąp ist Teil des Schulzenamtes (polnisch sołectwo) Ruda (Ruhden, 1938 bis 1945 Eisenwerk) innerhalb der Landgemeinde Miłki im Powiat Giżycki, vor 1998 der Woiwodschaft Suwałki, seither der Woiwodschaft Ermland-Masuren zugehörig.

## Religionen
Der kleine Ort ist in die evangelische Pfarrkirche Giżycko in der Diözese Masuren der Evangelisch-Augsburgischen Kirche in Polen bzw. in die katholische Pfarrkirche Miłki eingepfarrt. Sie unterhält im nahegelegenen Ruda eine eigene Kapelle und gehört zum Bistum Ełk (Lyck) der Römisch-katholischen Kirche in Polen.

## Verkehr
Kąp liegt an der bedeutenden polnischen Landesstraße DK 63, die von der polnisch-russischen Grenze bis zur polnisch-belarussischen Grenze verläuft.